# Karl Weyprecht
Karl Weyprecht, également orthographié Carl Weyprecht, né le 8 septembre 1838 et mort le 29 mars 1881, était un explorateur austro-hongrois et un capitaine-lieutenant KuK de la marine austro-hongroise. Il est notamment connu pour son expédition au pôle Nord où il découvrit l’archipel François-Joseph nommé en faveur de l'empereur autrichien et roi hongrois François-Joseph Ier. Ayant plaidé toute sa vie en faveur d'une coopération internationale pour l'exploration scientifique du pôle Nord, Weyprecht est associé à l'organisation de la première Année Polaire Internationale, bien qu'il n'ait pas vécu assez longtemps pour assister à l'évènement.

## Biographie
En 1856, il s'engagea dans la Marine Austro-Hongroise (Kriegsmarine) comme cadet de réserve. Il prit part à la Guerre Austro-Sarde. De 1860 à 1862, il servit sur la frégate Radetzky sous le commandement de l'Amiral Tegetthoff. De 1863 à 1865, il fut officier de l'enseignement sur le navire-école Hussar. 
Le 23 juillet 1865, il se présenta au géographe allemand August Petermann au cours d'une réunion de la "Société Géographique" à Francfort.
Le 20 juillet 1866 il prit part à la Bataille de Lissa à bord du navire de guerre Drache.
Il fit la connaissance de Julius von Payer en 1870 et entreprit avec lui une expédition préliminaire à Novaya Zemlya en 1871.
Le 18 février 1872, Weyprecht obtint la nationalité Austro-Hongroise.
Avec Julius von Payer il codirigea l'Expédition austro-hongroise au pôle Nord de 1872-1874, qui découvrit l'Archipel François-Joseph dans l'Océan Arctique. Le vaisseau d'expédition Amiral Tegetthoff fut abandonné dans la banquise, pris dans les glaces. L'expédition poursuivit sa route vers le nord en traîneaux, puis utilisa des bateaux lorsqu'elle rencontra une nouvelle étendue d'eau, jusqu'à atteindre le Cap Noir de Novaya Zemlya. Là, ils furent en mesure de contacter la goélette russe "Nikolaj" sous les ordres du Capitaine Feodor Veronin, et de rallier Vardø, en Norvège, où ils prirent un bateau postal en direction du sud et débarquèrent à Vienne.
Le 18 septembre 1875, Weyprecht fit une allocution devant le 48e Congrès des Scientifiques et Physiciens Allemands à Graz, en Autriche. Il présenta les "principes de base de la recherche en Arctique", et suggéra qu'on établisse des stations d'observations permanentes en Arctique. Selon Weyprecht, il était important de mettre en place un réseau de stations Arctiques afin de prendre des mesures régulières du climat et de l'état de la glace avec des outils toujours identiques et à des intervalles préétablis. 
En 1879, il présenta ces idées, ainsi que celles de George von Neumayer, au 2nd Congrès International des Météorologistes à Rome.
Karl Weyprecht fut emporté par la tuberculose en 1881.

## Commémoration
- L'expédition polaire Austro-Hongroise menée par Weyprecht fut sélectionnée comme motif principal pour orner une pièce de 20 € autrichienne en 2005. Le côté face de la pièce montre deux explorateurs avec le navire "Amiral Tegetthoff" pris dans les glaces en arrière-plan.
- La chanteuse et musicienne suédoise Stina Nordenstam utilise une lecture directe du journal d'expédition de Karl Weyprecht comme fond sonore pour sa chanson Isens Fasor.
- Les Montagnes Weyprecht.

## Œuvre
- Karl Weyprecht, Die Metamorphosen des Polareises. Österr.-Ung. Arktische Expedition 1872-1874  (The Metamorphosis of Polar Ice.  The Austro-Hungarian Polar Expedition of 1872-1874)